# Romanów (województwo śląskie)
Romanów – wieś w Polsce położona w województwie śląskim, w powiecie częstochowskim, w gminie Kamienica Polska.

## Historia
Wieś Romanowizna, jako nowa część Klepaczki, pojawia się w księgach parafii św. Jana Chrzciciela w Poczesnej w 1792 roku.
W latach 1975–1998 miejscowość administracyjnie należała do województwa częstochowskiego.